# Goldfields Way
Der Goldfields Way ist eine Hauptverbindungsstraße im Süden des australischen Bundesstaates New South Wales. Er verbindet den Newell Highway und den Mid-Western Highway in Wyalong mit dem Olympic Highway westlich von Junee.

## Verlauf
In Wyalong zweigt der Goldfields Way nach Süd-Südosten vom Newell Highway (N39) und Mid-Western Highway (R24) ab. Nach 68 km erreicht er Temora, wo er den Burley Griffin Way (S94) kreuzt. Von dort aus führt er nach Süden und endet nach weiteren 55 km am Olympic Highway (R41) westlich von Junee und südlich von Old Junee.